# Saint-Bihy
Saint-Bihy är en kommun i departementet Côtes-d'Armor i regionen Bretagne i nordvästra Frankrike. Kommunen ligger i kantonen Quintin som tillhör arrondissementet Saint-Brieuc. År 2022 hade Saint-Bihy 261 invånare.

## Befolkningsutveckling
Antalet invånare i kommunen Saint-Bihy
Referens:INSEE